# Dysschema schadei
Dysschema schadei là một loài bướm đêm thuộc phân họ Arctiinae, họ Erebidae.